# Радіоастрофізична обсерваторія Домініон
Радіоастрофізична обсерваторія Домініон — дослідницька установа, заснована в 1960 році в Калідені, Британська Колумбія, Канада. На території обсерваторії розташовані чотири радіотелескопи: інтерферометричний радіотелескоп, 26-метрова параболічна антена, монітор сонячного потоку та радіоінтерферометр CHIME, а також допоміжні інженерні лабораторії. Обсерваторія управляється Герцберзьким астрономічним і астрофізичним дослідницьким центром Національної дослідницької ради при уряді Канади.

## Прилади

### Телескоп синтезу
Телескоп синтезу складається з семи дев’ятиметрових параболічних антен із металевою сіткою, розташованих вздовж 600-метрової базової лінії зі сходу на захід. Антени оснащені приймачами однієї кругової поляризації на 408 МГц і круговими приймачами двох кругових поляризацій на 1420 МГц, які дозволяють отримувати всі чотири параметри Стокса. На частоті 1420 МГц також можна використовувати спектрометр для дослідження радіолінії водню 21-см. Карти неба формуються за допомогою техніки апертурного синтезу.

### Телескоп Джона Галта
Телескоп Джона Галта складається з єдиної параболічної антени з металевою сіткою діаметром близько 26 м, яка може бути налаштована для спостереження на частотах 408 МГц, 1,5, 2,7, 4,9, 6,6 і 8,4 ГГц, що також включає лінію водню біля 1,4 ГГц, лінію OH біля 1,6 ГГц і лінію метанолу біля 6,6 ГГц. Телескоп раніше називали просто 26-метровим телескопом, але на спеціальній церемонії в 2014 році його було перейменовано на честь Джона Галта, першого співробітника та колишнього директора Радіоастрофізичної обсерваторії Домініон. Телескоп Джона Галта був використаний у перших успішних вимірюваннях з використанням радіоінтерферометрії з наддовгою базою.

### Монітор сонячного потоку
Монітор складається з двох суцільних параболічних антен, які одночасно спостерігають на довжині хвилі 10,7 см. Антени розташовані біля Пентіктона.

### CHIME
CHIME (Canadian Hydrogen Intensity Mapping Experiment, Канадський експеримент з картографування інтенсивності водню) — це радіоінтерферометр, який картографує радіолінію водню 21 см в діапазоні космологічного червоного зсуву від 0,8 до 2,5. Він складається з чотирьох циліндричних рефлекторних антен, довжиною 100 метрів і шириною 20 метрів кожна. Кожен циліндр має 256 приймачів подвійної поляризації, розташованих уздовж фокальної лінії. Дані цього телескопа використовуватимуться для вимірювання баріонних акустичних осциляцій і допоможуть дослідити історію розширення Всесвіту.

### Інженерія
Окрім спостережних приладів, в обсерваторії працюють лабораторії проєктування та розробки приймачів та електроніки. Проєкти включають обладнання для інших обсерваторій, таких як VLA і телескоп Джеймса Клерка Максвелла.

## Галерея
|                  |
| Телескоп синтезу |

|                      |
| Телескоп Джона Галта |

|                          |
| Монітор сонячного потоку |